# Odiellus
Odiellus is een geslacht van hooiwagens uit de familie Phalangiidae (Echte hooiwagens).
De wetenschappelijke naam Odiellus is voor het eerst geldig gepubliceerd door Roewer in 1923. 

## Soorten
Odiellus omvat de volgende 17 soorten:
- Odiellus aspersus
- Odiellus brevispina
- Odiellus duriusculus
- Odiellus granulatus
- Odiellus lendlei
- Odiellus meadii
- Odiellus nubivagus
- Odiellus pictus
- Odiellus poleneci
- Odiellus remyi
- Odiellus seoanei
- Odiellus signatus
- Odiellus simplicipes
- Odiellus spinosus
- Odiellus sublaevis
- Odiellus troguloides
- Odiellus zecariensis